# Иоффе, Михаил Фадеевич
Михаил Фадеевич Иоффе (1907—1985) — советский военачальник, участник советско-финской войны, Участник Великой Отечественной войны, генерал-лейтенант инженерных войск.

## Биография
Михаил Иоффе родился 27 апреля 1907 года в городе Прилуки Полтавской губернии.
В рядах РККА по спец. набору ГК ВЛКСМ, г. Ленинград.
6 октября 1930 года поступил на службу в Красную армию.
В 1937 году окончил Военную электротехническую академию РККА и Флотов.
В 1941 году в звании военный инженер 2 ранга был начальником электротехнического отдела Научно-исследовательского военно-инженерного института.
С 30 ноября 1939 года по март 1940 года участвовал в войне с Финляндией.
В 1941 году — руководитель установки электрозаграждений по периметру Москвы — участвовал в разработке и создании вокруг Москвы системы электризуемых заграждений, мин замедленного действия и других устройств.
В 1942−1943 годах — командир 16-й отдельной инженерной бригады специального назначения.
В 1943 году присвоено воинское звание «полковник».
В 1943−1945 годах — командир 1-й гвардейской отдельной моторизованной бригады специального назначения РГК, которая участвовала в освобождении Белоруссии, Польши, в боях за Берлин.
17 января 1944 года присвоено воинское звание «генерал-майор инженерных войск».
В 1951−1953 годах — начальник инженерных войск Восточно-Сибирского военного округа.
В 1955 году окончил Военную академию Генерального штаба.
В 1955−1962 годах — начальник кафедры Военной инженерной академии.
В 1962−1970 годах — председатель научно-технического комитета инженерных войск Советской Армии.
22 февраля 1963 года присвоено воинское звание «генерал-лейтенант инженерных войск».
14 августа 1970 года отправлен в отставку.
Скончался 14 января 1985 года в Москве. Похоронен на Кунцевском кладбище.

## Награды
- орден Красного Знамени (в 1940 г.)
- Медаль «За оборону Москвы»
- Орден Красной Звезды (Указ Президиума Верховного Совета 21.07.1942 г.)
- Орден Отечественной войны II степени (Указ Президиума Верховного Совета 14.02.1943 г.)
- Награжден орденом Красного Знамени (приказ № 110/н от 21.07.1943 г. по войскам Центрального фронта.)
- Награжден орденом Суворова II степени (Указ ПВС СССР от 05.11.1944 г.)
- Награжден орденом Красного Знамени (приказ № 340/н от 25.10.1944 г. по войскам 1 Белорусского фронта)
- Медаль «За оборону Сталинграда»
- Медаль «За победу над Германией в Великой Отечественной войне 1941—1945 гг.» (23.06.1945 г.)[1]
- иностранные награды